# Bilzingsleben
Bilzingsleben är en ortsteil i kommunen Kindelbrück i Landkreis Sömmerda i förbundslandet Thüringen i Tyskland. Bilzingsleben var en kommun fram till den 1 januari 2019 när den uppgick i Kindelbrück. Kommunen Bilzingsleben hade 669 invånare 2018.